# Gatesville (Teksas)
Gatesville je grad u američkoj saveznoj državi Teksas. Prema popisu stanovništva iz 2010. u njemu je živjelo 15.751 stanovnika.